# Yoghi e il magico volo dell'Oca Sgargiante
Yoghi e il magico volo dell'Oca Sgargiante (Yogi Bear and the Magical Flight of the Spruce Goose) è un film d'animazione USA del 1987 prodotto da Hanna-Barbera.
Il film è il quarto della serie Hanna-Barbera Superstars 10 composta da dieci film di novanta minuti prodotta dal 1987 al 1988. In Italia è stato distribuito in VHS dalla Panarecord.

## Doppiaggio
| Personaggio          | Doppiatore originale | Doppiatore italiano |
| -------------------- | -------------------- | ------------------- |
| Orso Yoghi           | Daws Butler          | Renato Cortesi      |
| Ernesto Sparalesto   | Daws Butler          | Giuliano Persico    |
| Braccobaldo Bau      | Daws Butler          | Gianni Giuliano     |
| Svicolone            | Daws Butler          | Vittorio Battarra   |
| Tatino (Tartufino)   | Daws Butler          | Roberto Del Giudice |
| Bubu                 | Don Messick          | Sandro Pellegrini   |
|                      | Don Messick          |                     |
| Mumbly               | Don Messick          | Piero Tiberi        |
| Voce della radio     | Don Messick          | Massimo Milazzo     |
| Firkin               | Dave Coulier         | Willy Moser         |
| Bernice              | Marilyn Schreffler   | Cinzia De Carolis   |
| Tatone (Tartufone)   | John Stephenson      | Franco Latini       |
| Pellicano            | John Stephenson      | Roberto Del Giudice |
| Merkin               | Frank Welker         | Willy Moser         |
| Dread Baron          | Paul Winchell        | Giorgio Lopez       |
| Narratore di un film | Bill Woodson         | Giorgio Lopez       |